# ГЕС Дік-Чу
ГЕС Дік-Чу (англ. Dikchu hydroelectric power plant) — гідроелектростанція на сході Індії у штаті Сіккім. Використовує ресурс із річки Дік-чу (Dik Chu), лівої притоки Тісти (дренує східну частину Гімалаїв між Непалом та Бутаном та впадає праворуч до Брахмапутри). 
В межах проекту річку перекрили бетонною гравітаційною греблею висотою 36 метрів та довжиною 93 метри, яка утримує мале водосховище з об’ємом 0,52 млн м3 (корисний об’єм 0,33 млн м3) та припустимим коливанням рівня поверхні в операційному режимі між позначками 939 та 950 метрів НРМ (максимальний рівень на випадок повені – 952 метри НРМ). Звідси ресурс потрапляє у камеру для видалення осадів довжиною 140 метрів та перетином 12х15,5 метра, з якої осад скидається назад в річку через тунель довжиною 0,45 км та діаметром 3 метри.  Очищена вода прямує далі головним дериваційним тунелем довжиною 5,5 км та діаметром 4,8 метра, з’єднаним на завершальному етапі з балансувальною камерою шахтного типу висотою 59 метрів та діаметром 10,5 метра. Далі ресурс проходить через напірний водовід довжиною 555 метрів (в т.ч. 335 метрів вертикальної шахти) та діаметром 3 метри, котрий розгалужується на два короткі – по 84 метри – водоводи діаметром по 2,1 метри. 
Машинний зал станції облаштований у підземному виконанні та має розмір 62х18 метрів при висоті 38 метрів. Тут розміщено дві турбіни типу Френсіс потужністю по 48 МВт, які при напорі у 350 метрів забезпечують виробництво 431 млн кВт-год електроенергії на рік.
Відпрацьована вода відводиться у річку через тунель довжиною 0,23 км з діаметром 4,5 метра.
Видача продукції відбувається по ЛЕП, розрахованій на роботу під напругою 132 кВ.